# Want U Back
Singles de Cher Lloyd
With Ur Love
(2011) Oath
(2012)
Pistes de Sticks + Stones
Grow Up
(1) With Ur Love
(3)
Want U Back est une chanson de dance-pop de la jeune chanteuse et rappeuse anglaise Cher Lloyd, révélée par l'émission The X Factor en 2010 au Royaume-Uni. Le single sort sous forme numérique sous les labels Syco Music et le major Sony Music Entertainment le 19 février 2012 au Royaume-Uni et le 22 mai 2012 aux États-Unis. 3e single extrait de son premier album studio Sticks + Stones (2011), la chanson est écrite par Shellback et par Savan Kotecha. Want U Back est produit par Shellback.
En 2013, la chanteuse française Leslie collabore sur l'adaptation française du single Want U Back.

## Liste des pistes
- EP Téléchargement numérique Royaume-Uni

1. Want U Back (feat. Astro) - 3:43
2. Want U Back (Album Version) - 3:33
3. Want U Back (Acoustic Version) - 3:29
4. Want U Back (Cahill Remix) - 5:52
5. Want U Back (Pete Phantom Remix) - 3:55

- French Single digital

1. Want U Back (feat. Leslie) - 3:33

## Classements et certifications
| Classement (2012)                        | Meilleure position |
| ---------------------------------------- | ------------------ |
| Australie (ARIA)                         | 36                 |
| Belgique (Flandre Ultratop 50 Singles)   | 88                 |
| Belgique (Wallonie Ultratop 50 Singles)  | 38                 |
| Canada (Hot 100)                         | 11                 |
| Tchéquie (IFPI Rádio)                    | 44                 |
| Irlande (IRMA)                           | 18                 |
| Japon (Japan Hot 100)                    | 33                 |
| Malaisie (Malaysia Muzik Official Chart) | 2                  |
| Malaisie (Malaysia Muzik Urban Chart)    | 1                  |
| Nouvelle-Zélande (RMNZ)                  | 3                  |
| Écosse (OCC)                             | 23                 |
| Royaume-Uni (UK Singles Chart)           | 25                 |
| États-Unis Billboard Hot 100             | 12                 |
| États-Unis Pop Songs (Billboard)         | 9                  |

| Pays             | Organisme | Certifications   |
| ---------------- | --------- | ---------------- |
| Australie        | ARIA      | Platine          |
| Grèce            | IFPI      | Disque de bronze |
| Nouvelle-Zélande | RIANZ     | Platine          |
| États-Unis       | RIAA      | 2 × Platine      |

| Classement (2012)            | Position |
| ---------------------------- | -------- |
| États-Unis Billboard Hot 100 | 55       |
| États-Unis Pop Songs         | 45       |

## Historique de sortie
| Pays             | Date            | Format                   |
| ---------------- | --------------- | ------------------------ |
| Royaume-Uni      | 19 février 2012 | Téléchargement numérique |
| Australie        | 21 février 2012 | Téléchargement numérique |
| Canada           | 21 février 2012 | Téléchargement numérique |
| Nouvelle-Zélande | 21 février 2012 | Téléchargement numérique |
| États-Unis       | 7 mai 2012      | Mainstream/Top 40 radio  |
| États-Unis       | 22 mai 2012     | Téléchargement numérique |
| Taïwan           | 20 mai 2012     | téléchargement numérique |
| Malaisie         | 3 juin 2012     | téléchargement numérique |